# てらだちなつ
てらだ ちなつ（1967年7月12日 - ）は、神奈川県出身の女優。身長156cm、体重45kg、靴のサイズ23cm。特技は水泳、日本舞踊、手話、趣味はスキーである。マックスプロモート所属。旧芸名は寺田 千夏（読みは同じ）。現在は鍼灸師である。

## 出演

### テレビ

#### TBS
- First Love
- プリティガール
- 世界で一番熱い夏
- オヤジぃ。 第4話
- フレンズ
- 恋がしたい恋がしたい恋がしたい 第2話
- Summer Snow 第10話
- 君が教えてくれたこと
- P.S. 元気です、俊平
- ママチャリ刑事
- あきまへんで!
- なにさまっ!
- 烏鯉
- ラブとエロス
- 恋のためらい
- 先生知らないの?
- 番茶も出花
- 智子と知子
- 友達の恋人
- 愛していると言ってくれ 第4話
- いちばん大切なひと
- 松本清張特別企画 紐
- 真昼の月
- ホットマン
- ブラックジャックによろしく
- 笑顔の法則
- 末っ子長男姉三人
- 報道特番〜告白〜
- オレンジデイズ
- ホステス探偵危機一髪6
- 新しい風
- 夫婦。
- 少しは、恩返しができたかな
- ママの遺伝子 - 母親1 役
- 高校教師
- 協奏曲 第6話
- 浮浪雲
- 誰よりもママを愛す 第8話
- クリスマス・イヴからはじめよう
- 説得 エホバの証人と輸血拒否事件
- ひとの不幸は蜜の味
- 3年B組金八先生 - ウェイトレス役
- クリスマス・イブ
- ひまわり〜夏目雅子27年の生涯と母の愛〜

#### フジテレビ
- 女子アナ。 第3話
- GTO
- 踊る大捜査線 第9話 - レポーター2 役
- 彼女たちの結婚
- 若者のすべて
- 愛のことば
- その時がきた
- みにくいアヒルの子スペシャル
- 2001年のおとこ運 第1話
- 腕まくり看護婦物語7 －結婚旋風編－
- あなただけ見えない
- 世にも奇妙な物語鏡 - OL2 役
- ひとつ屋根の下 第10話
- 浅見光彦シリーズ
- ホストの女房

#### 日本テレビ
- ごくせん 第1〜3話
- Shin-D OLポリス
- バーチャルガール
- 愛、ときどき嘘
- P.A.プライベートアクトレス
- 伝説の教師
- 土曜グランド劇場 家なき子2
- 家なき子総集編
- ボーダー 犯罪心理捜査ファイル
- 冷たい月
- 金田一少年の事件簿
- 24時間テレビ ふたり
- 星の金貨
- 嵐の中の愛のように
- 悪女

#### テレビ朝日
- 恋の奇跡
- ニュースキャスター霞涼子
- 驚きももの木20世紀
- スウィートデビル
- ママのベッドへいらっしゃい
- 土曜ワイド劇場 おふくろ刑事・柏木桃子

#### テレビ東京
- ハッピー
- みんな誰かを殺したい

#### NHK
- 天才てれびくんワイド
- ルージュ